# Baronia de Tamarit
La Baronia de Tamarit és un títol nobiliari atorgat el 15 de març de 1767 pel rei Carles III a favor de Josep Vicent Ramon de Sentís i Cascajares, Regidor de València, Cavaller de l'Orde de Carles III.
Rehabilitat al 1884 a favor de María de los Dolores Agulló i Paulín.
L'actual titular, des de 2013, és María Isabel Pascual de Quinto Santos-Suárez, baronessa de Tamarit.

## Barons de Tamarit
|                                    | Titular                                                      | Període                            |
| Creació el 1767 pel rei Carles III | Creació el 1767 pel rei Carles III                           | Creació el 1767 pel rei Carles III |
| ---------------------------------- | ------------------------------------------------------------ | ---------------------------------- |
| I                                  | Josep Vicent Ramon de Sentís i Cascajares                    | 1767-1805                          |
| II                                 | Maria-Vicenta Ramon de Sentís i Ripalda                      | 1805-1861                          |
| III                                | Josep-Joaquim Agulló i Ramon de Sentís                       | 1861-1876                          |
| IV                                 | María dels Dolors Agulló i Paulín                            | 1884-1942                          |
| V                                  | Francesc (d'Assís) Pascual de Quinto i Martínez de Andosilla | 1958-1981                          |
| VI                                 | Francesc Pascual de Quinto i San Gil                         | 1982-?                             |
| VII                                | Francesc d'Assís Pascual de Quinto i de los Ríos             | 1991-?                             |
| VIII                               | Josep Pascual de Quinto i de los Ríos                        | 2003-2013                          |
| IX                                 | Maria Isabel Pascual de Quinto Santos-Suárez                 | 2013-Actual titular                |